# Estructura fina

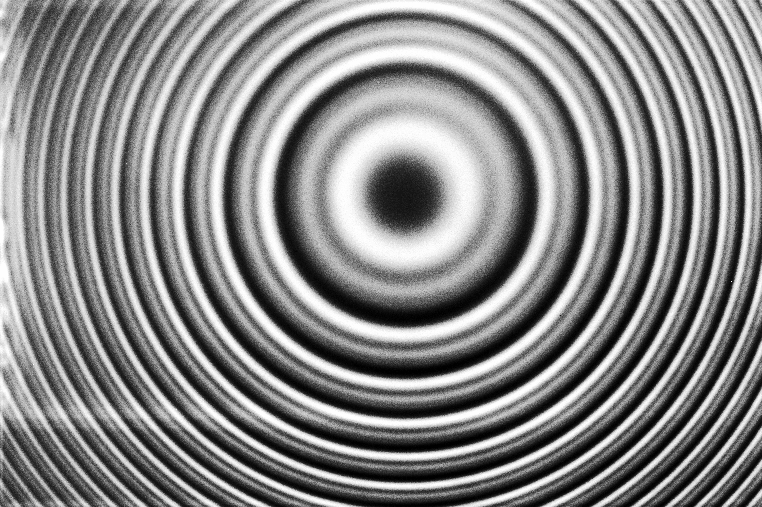
Serrells d'interferència, que mostren l'estructura fina (divisió) d'una font de deuteri refredada, vistes a través d'un interferòmetre Fabry-Pérot.

En física atòmica, l'estructura fina descriu la divisió de les línies espectrals dels àtoms a causa de l'espin electrònic i les correccions relativistes a l'equació de Schrödinger no relativista. Va ser mesurat per primera vegada amb precisió per a l'àtom d'hidrogen per Albert A. Michelson i Edward W. Morley el 1887, posant les bases per al tractament teòric d'Arnold Sommerfeld, introduint la constant d'estructura fina.

## Rerefons

### Estructura bruta
L'estructura bruta dels espectres de línia és l'estructura prevista per la mecànica quàntica d'electrons no relativistes sense espín. Per a un àtom hidrogènic, els nivells d'energia de l'estructura bruta només depenen del nombre quàntic principal n. No obstant això, un model més precís té en compte els efectes relativistes i de spin, que trenquen la degeneració dels nivells d'energia i divideixen les línies espectrals. L'escala de la divisió de l'estructura fina en relació amb les energies de l'estructura bruta és de l'ordre de (Zα)2, on Z és el nombre atòmic i α és la constant d'estructura fina, un nombre adimensional igual a aproximadament 1/137.

### Correccions relativistes
Les correccions d'energia de l'estructura fina es poden obtenir utilitzant la teoria de pertorbacions. Per realitzar aquest càlcul cal afegir tres termes correctius a l'Hamiltonià: la correcció relativista d'ordre principal de l'energia cinètica, la correcció deguda a l'acoblament espín-òrbita i el terme de Darwin provinent del moviment fluctuant quàntic o zitterbewegung de l'electró.
Aquestes correccions també es poden obtenir a partir del límit no relativista de l'equació de Dirac, ja que la teoria de Dirac incorpora naturalment la relativitat i les interaccions d'espín.

## Àtom d'hidrogen
En aquesta secció es discuteixen les solucions analítiques per a l'àtom d'hidrogen, ja que el problema es pot resoldre analíticament i és el model base per als càlculs del nivell d'energia en àtoms més complexos.

### Correcció relativista de l'energia cinètica
L'estructura bruta assumeix que el terme d'energia cinètica de l'Hamiltonià pren la mateixa forma que en la mecànica clàssica, que per a un sol electró significa {\displaystyle {\mathcal {H}}^{0}={\frac {p^{2}}{2m_{e}}}+V} on V és l'energia potencial, {\displaystyle p} és l'impuls, i {\displaystyle m_{e}} és la massa d'electrons en repòs.
Tanmateix, quan considerem una teoria de la naturalesa més precisa mitjançant la relativitat especial, hem d'utilitzar una forma relativista de l'energia cinètica, {\displaystyle T={\sqrt {p^{2}c^{2}+m_{e}^{2}c^{4}}}-m_{e}c^{2}=m_{e}c^{2}\left[{\sqrt {1+{\frac {p^{2}}{m_{e}^{2}c^{2}}}}}-1\right]} on el primer terme és l'energia relativista total, i el segon terme és l'energia en repòs de l'electró ({\displaystyle c} és la velocitat de la llum). Ampliant l'arrel quadrada per a valors grans de {\displaystyle c}, trobem {\displaystyle T={\frac {p^{2}}{2m_{e}}}-{\frac {p^{4}}{8m_{e}^{3}c^{2}}}+\cdots }Encara que hi ha un nombre infinit de termes en aquesta sèrie, els termes posteriors són molt més petits que els anteriors, per la qual cosa podem ignorar tots menys els dos primers. Com que el primer terme anterior ja forma part de l'Hamiltonià clàssic, la correcció de primer ordre de l'Hamiltonià és
{\displaystyle {\mathcal {H}}'=-{\frac {p^{4}}{8m_{e}^{3}c^{2}}}}Utilitzant això com a pertorbació, podem calcular les correccions energètiques de primer ordre a causa dels efectes relativistes.
{\displaystyle E_{n}^{(1)}=\left\langle \psi ^{0}\right\vert {\mathcal {H}}'\left\vert \psi ^{0}\right\rangle =-{\frac {1}{8m_{e}^{3}c^{2}}}\left\langle \psi ^{0}\right\vert p^{4}\left\vert \psi ^{0}\right\rangle =-{\frac {1}{8m_{e}^{3}c^{2}}}\left\langle \psi ^{0}\right\vert p^{2}p^{2}\left\vert \psi ^{0}\right\rangle } on {\displaystyle \psi ^{0}} és la funció d'ona impertorbada. Recordant l'hamiltonià impertorbable, veiem {\displaystyle {\begin{aligned}{\mathcal {H}}^{0}\left\vert \psi ^{0}\right\rangle &=E_{n}\left\vert \psi ^{0}\right\rangle \\\left({\frac {p^{2}}{2m_{e}}}+V\right)\left\vert \psi ^{0}\right\rangle &=E_{n}\left\vert \psi ^{0}\right\rangle \\p^{2}\left\vert \psi ^{0}\right\rangle &=2m_{e}(E_{n}-V)\left\vert \psi ^{0}\right\rangle \end{aligned}}}Podem utilitzar aquest resultat per calcular encara més la correcció relativista:
{\displaystyle {\begin{aligned}E_{n}^{(1)}&=-{\frac {1}{8m_{e}^{3}c^{2}}}\left\langle \psi ^{0}\right\vert p^{2}p^{2}\left\vert \psi ^{0}\right\rangle \\[1ex]&=-{\frac {1}{8m_{e}^{3}c^{2}}}\left\langle \psi ^{0}\right\vert (2m_{e})^{2}(E_{n}-V)^{2}\left\vert \psi ^{0}\right\rangle \\[1ex]&=-{\frac {1}{2m_{e}c^{2}}}\left(E_{n}^{2}-2E_{n}\langle V\rangle +\left\langle V^{2}\right\rangle \right)\end{aligned}}}Per a l'àtom d'hidrogen,
{\displaystyle V(r)={\frac {-e^{2}}{4\pi \varepsilon _{0}r}},}{\displaystyle \left\langle {\frac {1}{r}}\right\rangle ={\frac {1}{a_{0}n^{2}}},} i {\displaystyle \left\langle {\frac {1}{r^{2}}}\right\rangle ={\frac {1}{(\ell +1/2)n^{3}a_{0}^{2}}},} on {\displaystyle e} és la càrrega elemental, {\displaystyle \varepsilon _{0}} és la permitivitat del buit, {\displaystyle a_{0}} és el radi de Bohr, {\displaystyle n} és el nombre quàntic principal, {\displaystyle \ell } és el nombre quàntic azimutal i {\displaystyle r} és la distància de l'electró al nucli. Per tant, la correcció relativista de primer ordre per a l'àtom d'hidrogen és {\displaystyle {\begin{aligned}E_{n}^{(1)}&=-{\frac {1}{2m_{e}c^{2}}}\left(E_{n}^{2}+2E_{n}{\frac {e^{2}}{4\pi \varepsilon _{0}}}{\frac {1}{a_{0}n^{2}}}+{\frac {1}{16\pi ^{2}\varepsilon _{0}^{2}}}{\frac {e^{4}}{\left(\ell +{\frac {1}{2}}\right)n^{3}a_{0}^{2}}}\right)\\&=-{\frac {E_{n}^{2}}{2m_{e}c^{2}}}\left({\frac {4n}{\ell +{\frac {1}{2}}}}-3\right)\end{aligned}}} on hem utilitzat: {\displaystyle E_{n}=-{\frac {e^{2}}{8\pi \varepsilon _{0}a_{0}n^{2}}}}
En el càlcul final, l'ordre de magnitud per a la correcció relativista de l'estat fonamental és {\displaystyle -9.056\times 10^{-4}\ {\text{eV}}}.

## Acoblament gir-òrbita
Per a un àtom semblant a l'hidrogen amb {\displaystyle Z} protons ({\displaystyle Z=1} per a l'hidrogen), moment angular orbital {\displaystyle \mathbf {L} } i espín d'electrons {\displaystyle \mathbf {S} }, el terme gir-òrbita ve donat per: {\displaystyle {\mathcal {H}}_{\mathrm {SO} }=\left({\frac {Ze^{2}}{4\pi \varepsilon _{0}}}\right)\left({\frac {g_{s}-1}{2m_{e}^{2}c^{2}}}\right){\frac {\mathbf {L} \cdot \mathbf {S} }{r^{3}}}} on {\displaystyle g_{s}} és el factor g d'espin.
La correcció d'espín -òrbita es pot entendre canviant del marc de referència estàndard (on l'electró orbita al voltant del nucli) a un on l'electró està estacionari i el nucli, en canvi, l'orbita. En aquest cas, el nucli en òrbita funciona com un bucle de corrent efectiu, que al seu torn generarà un camp magnètic. Tanmateix, el propi electró té un moment magnètic a causa del seu moment angular intrínsec. Els dos vectors magnètics, {\displaystyle \mathbf {B} } i {\displaystyle {\boldsymbol {\mu }}_{s}} s'acoblen de manera que hi hagi un cert cost energètic en funció de la seva orientació relativa. Això dóna lloc a la correcció energètica de la forma {\displaystyle \Delta E_{\mathrm {SO} }=\xi (r)\mathbf {L} \cdot \mathbf {S} }Observeu que cal afegir un factor important de 2 al càlcul, anomenat precessió de Thomas, que prové del càlcul relativista que torna al marc de l'electró des del marc del nucli.
Des que {\displaystyle \left\langle {\frac {1}{r^{3}}}\right\rangle ={\frac {Z^{3}}{n^{3}a_{0}^{3}}}{\frac {1}{\ell \left(\ell +{\frac {1}{2}}\right)(\ell +1)}}} per les relacions Kramers-Pasternack i {\displaystyle \left\langle \mathbf {L} \cdot \mathbf {S} \right\rangle ={\frac {\hbar ^{2}}{2}}\left[j(j+1)-\ell (\ell +1)-s(s+1)\right]} el valor esperat per a l'hammiltonià és: {\displaystyle \left\langle {\mathcal {H}}_{\mathrm {SO} }\right\rangle ={\frac {E_{n}{}^{2}}{m_{e}c^{2}}}~n~{\frac {j(j+1)-\ell (\ell +1)-{\frac {3}{4}}}{\ell \left(\ell +{\frac {1}{2}}\right)(\ell +1)}}}Així, l'ordre de magnitud de l'acoblament espín-orbital és:
{\displaystyle {\frac {Z^{4}}{n^{3}\left(j+{\frac {1}{2}}\right)\left(j+1\right)}}10^{-4}{\text{ eV}}}
Quan s'apliquen camps magnètics externs febles, l'acoblament gir-òrbita contribueix a l'efecte Zeeman.

### Terme de Darwin
Hi ha un darrer terme en l'expansió no relativista de l'equació de Dirac. Es coneix com el terme de Darwin, ja que va ser derivat per primera vegada per Charles Galton Darwin, i ve donat per: {\displaystyle {\begin{aligned}{\mathcal {H}}_{\text{Darwin}}&={\frac {\hbar ^{2}}{8m_{e}^{2}c^{2}}}\,4\pi \left({\frac {Ze^{2}}{4\pi \varepsilon _{0}}}\right)\delta ^{3}{\left(\mathbf {r} \right)}\\\langle {\mathcal {H}}_{\text{Darwin}}\rangle &={\frac {\hbar ^{2}}{8m_{e}^{2}c^{2}}}\,4\pi \left({\frac {Ze^{2}}{4\pi \varepsilon _{0}}}\right)|\psi (0)|^{2}\\[3pt]\psi (0)&={\begin{cases}0&{\text{ for }}\ell >0\\{\frac {1}{\sqrt {4\pi }}}\,2\left({\frac {Z}{na_{0}}}\right)^{\frac {3}{2}}&{\text{ for }}\ell =0\end{cases}}\\[2pt]{\mathcal {H}}_{\text{Darwin}}&={\frac {2n}{m_{e}c^{2}}}\,E_{n}^{2}\end{aligned}}}El terme de Darwin només afecta els orbitals s. Això es deu a la funció d'ona d'un electró amb
{\displaystyle \ell >0} s'esvaeix a l'origen, per tant la funció delta no té cap efecte. Per exemple, dóna a l'orbital 2s la mateixa energia que l'orbital 2p augmentant l'estat 2s en 9,057×10−5 eV.
El terme de Darwin canvia l'energia potencial de l'electró. Es pot interpretar com un desgast de la interacció electroestàtica entre l'electró i el nucli a causa del zitterbewegung, o les oscil·lacions quàntiques ràpides, de l'electró. Això es pot demostrar amb un càlcul breu.

### Efecte total

Diagrama d'energia (a escala) de l'àtom d'hidrogen per a n =2 corregit per l'estructura fina i el camp magnètic. La primera columna mostra el cas no relativista (només energia cinètica i potencial de Coulomb), la correcció relativista de l'energia cinètica s'afegeix a la segona columna, la tercera columna inclou tota l'estructura fina i la quarta afegeix l'efecte Zeeman (dependència del camp magnètic).

L'hammiltonià complet ve donat per {\displaystyle {\mathcal {H}}={\mathcal {H}}_{\text{Coulomb}}+{\mathcal {H}}_{\text{kinetic}}+{\mathcal {H}}_{\mathrm {SO} }+{\mathcal {H}}_{\text{Darwin}},} on {\displaystyle {\mathcal {H}}_{\text{Coulomb}}} és l' Hamiltonià de la interacció de Coulomb.
L'efecte total, obtingut sumant els tres components, ve donat per la següent expressió: {\displaystyle \Delta E={\frac {E_{n}(Z\alpha )^{2}}{n}}\left({\frac {1}{j+{\frac {1}{2}}}}-{\frac {3}{4n}}\right)\,,} on {\displaystyle j} és el nombre quàntic del moment angular total ( {\displaystyle j=1/2} si {\displaystyle \ell =0} i {\displaystyle j=\ell \pm 1/2} en cas contrari). Val la pena assenyalar que aquesta expressió va ser obtinguda per primera vegada per Sommerfeld basant-se en l'antiga teoria de Bohr ; és a dir, abans que es formulés la mecànica quàntica moderna.

### Energies relativistes exactes

Correccions relativistes (Dirac) als nivells d'energia d'un àtom d'hidrogen a partir del model de Bohr. La correcció de l'estructura fina prediu que la línia Lyman-alfa (emesa en una transició de n = 2 a n = 1) s'ha de dividir en un doblet.

L'efecte total també es pot obtenir utilitzant l'equació de Dirac. Les energies exactes estan donades per {\displaystyle E_{j\,n}=-m_{\text{e}}c^{2}\left[1-\left(1+\left[{\frac {\alpha }{n-j-{\frac {1}{2}}+{\sqrt {\left(j+{\frac {1}{2}}\right)^{2}-\alpha ^{2}}}}}\right]^{2}\right)^{-{\frac {1}{2}}}\right].}
Aquesta expressió, que conté tots els termes d'ordre superior que es van deixar fora en els altres càlculs, s'expandeix al primer ordre per donar les correccions energètiques derivades de la teoria de la pertorbació. Tanmateix, aquesta equació no conté les correccions d'estructura hiperfina, que es deuen a les interaccions amb l'espí nuclear. No s'inclouen altres correccions de la teoria quàntica de camps, com ara el desplaçament de Lamb i el moment dipolar magnètic anòmal de l'electró.